# اوکراینی‌ها
اوکراینیان یا اوکراینی‌ها (اوکراینی: українці، ukrayintsi) قومی از گروه اسلاوی خاوری هستند که بومی اوکراین می‌باشند، اوکراینیها ششمین (۶) گروه نژادی بزرگ اروپا به‌شمار می‌روند. به دستور قانون اساسی اوکراین همه شهروندان این کشور به عنوان «اوکراینی» شناخته می‌شوند. با توجه به برخی از تعاریف فرهنگ لغت، نام «ساکنان اوکراین»، اوکراینی یا مردم اوکراینی است. بلاروس‌ها و روس‌ها نزدیک‌ترین خویشاوندان و اقوام نژادی اوکراینی‌ها، به‌شمار می‌روند.